# Trial and Error
Trial and Error is een Amerikaanse komische film uit 1997 van Jonathan Lynn met in de hoofdrollen onder meer Jeff Daniels en Michael Richards.

## Verhaal
Charlie Tuttle (Jeff Daniels) werkt op een advocatenkantoor. Zijn baas en aanstaande schoonvader Whitfield (Lawrence Pressman) stuurt hem naar het fictieve Paradise Bluff in de staat Nevada, waar een verre verwant van Whitfield, oplichter Gibbs (Rip Torn), terechtstaat voor fraude. Hierdoor kan zijn vrijgezellenfeestje niet doorgaan, maar aangekomen in Nevada wordt hij tot zijn verrassing opgewacht door Richard (Michael Richards), die getuige zal zijn bij Charlies huwelijk en erop staat om toch, de rechtszaak ten spijt, flink te gaan feesten met Charlie. Dit loopt uit op een kroeggevecht waarin Charlie wordt neergeslagen en de volgende ochtend blijkt dat hij zo veel pijnstillers heeft genomen dat hij niet in staat is om op te treden als advocaat.
Richard neemt Charlies plaats in, met Charlie zogenaamd als zijn assistent, maar de eigenzinnige Richard maakt er al snel een puinhoop van, waarna een woedende Charlie wordt verbannen uit de rechtszaal. Ondertussen wordt Charlie verliefd op serveerster Billie (Charlize Theron) en legt Richard het aan met de aanklaagster (Jessica Steen).

## Rolverdeling
| Acteur              | Personage                   | Opmerkingen                               |
| ------------------- | --------------------------- | ----------------------------------------- |
| Jeff Daniels        | Charlie Tuttle              | advocaat, partner bij Whitfield en Morris |
| Michael Richards    | Richard Rietti              | acteur, getuige bij Charlies huwelijk     |
| Charlize Theron     | Billie Tyler                | serveerster                               |
| Jessica Steen       | Elizabeth Gardner           | openbaar aanklaagster                     |
| Austin Pendleton    | Paul Z. Graff               | rechter                                   |
| Lawrence Pressman   | Whitfield                   | Charlies baas                             |
| Rip Torn            | Benjamin Gibbs              | oplichter, verre verwant van Whitfield    |
| Alexandra Wentworth | Tiffany Whitfield           | Charlies aanstaande, Whitfields dochter   |
| Jennifer Coolidge   | Jacqueline "Jackie" Turreau |                                           |
| Dale Dye            | dr. German Stone            |                                           |
| Max Casella         | dr. Brown                   |                                           |